# Cancéropôle Lyon Auvergne-Rhône-Alpes
 (juin 2015).
Le Cancéropôle Lyon Auvergne-Rhône-Alpes, connu sous l'acronyme CLARA, est l'un des sept cancéropôles créés en 2003 dans le cadre du premier Plan Cancer (avec les cancéropôles Île-de-France, Nord-Ouest, Grand Est, Grand Ouest, Grand Sud-Ouest et Paca).
Le Cancéropôle Lyon Auvergne-Rhône-Alpes (CLARA) est une initiative lancée et financée par les pouvoirs publics (Institut National du Cancer, Collectivités territoriales et le Fonds Européen de Développement Régional). Il s'inscrit dans le cadre des Plans Cancers nationaux et vise à développer la Recherche en oncologie en Rhône-Alpes et Auvergne.
Depuis 2003, le CLARA fédère les acteurs académiques, cliniques et industriels d'Auvergne-Rhône-Alpes, au service d'une stratégie régionale, nationale et internationale de lutte contre le Cancer dans un double objectif : le transfert rapide des découvertes vers les patients et la valorisation économique de la recherche.
Le CLARA développe également des actions en faveur de l'ouverture de la Recherche vers les sciences humaines et sociales et les questions de santé publique, mettant ainsi le patient au cœur de la Recherche.
Outre son engagement auprès de l'ensemble des acteurs de la Recherche pour favoriser leur décloisonnement et les collaborations, le CLARA accompagne les projets par le biais d’une offre de services structurée et élaborée en adéquation avec leurs besoins.

## Fonctionnement
Les sept cancéropôles ont pour rôle de renforcer la coopération entre les différents acteurs dans le domaine de la cancérologie dans les zones géographiques concernées. Ils doivent notamment favoriser la valorisation économique de la recherche.
Le CLARA est financé par les collectivités locales de la région Auvergne-Rhône-Alpes, par l'Institut national du cancer (INCa) et par le Fonds européen de développement régional (FEDER).
Des partenaires industriels sont également engagés avec le CLARA, notamment des laboratoires pharmaceutiques : Sanofi, Cyclopharma, Merck Serono, Erytech, etc.
Parmi les partenaires institutionnels, plusieurs laboratoires de recherche du CNRS et de l'Inserm, ainsi que des centres hospitaliers, des centres d'investigation clinique, des universités, etc.

## Organisation
Le CLARA concentre son action sur six « axes thématiques » :
- axe Progression et résistance tumorale, thérapies innovantes
- axe Infections et immunité
- axe Nanomédecine, technologies pour la santé
- axe Bio-informatique, modélisation
- axe Prévention, individus et société
- axe Environnement, nutrition et épidémiologie

Pour la période 2015-2017, il est prévu que des groupes de travail soient créés sur les sujets prioritaires de recherches, avec notamment les groupes de travail suivant :
- cancer du pancréas ;
- cancers tête et cou ;
- cancer de la prostate.

Enfin, des « programmes structurants » doivent permettre de faire émerger des structures à répercussion plus large, ainsi que de nouvelles collaborations :
- l'Institut Européen du Lymphome (ELI) et du sarcome ;
- le réseau Mondial du Sarcome (WSN) ;
- le Centre Hygée, Plateforme de prévention des cancer, Saint Priest en Jarez
- Chaire d’Excellence destinée à la Recherche Translationnelle en oncologie à Grenoble
- SIGEXPOSOME
- CAP, Cancer Auvergne prostate
- (I)HNPACT, Une approche intégrée des cancers Tête et Cou
- FASTRACS, FAciliter et Soutenir le retour au TRAvail après un Cancer du Sein
- APA Grand Lyon, Activité Physique Adaptée pendant et après le traitement d'un cancer du sein